# Litewscy arcymistrzowie szachowi
Lista litewskich szachistów, posiadających tytuły arcymistrzów (GM) i arcymistrzyń (WGM), zarówno w grze klasycznej, korespondencyjnej, kompozycji szachowej, jak i w rozwiązywaniu zadań szachowych oraz tytuły arcymistrzów honorowych (HGM), przyznawanych za osiągnięcia w przeszłości. Obejmuje także zawodników, którzy barwy Litwy reprezentowali tylko w pewnym okresie swojego życia.

## Szachy klasyczne

### arcymistrzowie
| Zawodnicy             | Rok urodzenia | Rok śmierci | Rok nadania | Uwagi          |
| --------------------- | ------------- | ----------- | ----------- | -------------- |
| Algimantas Butnorius  | 1946          |             | 2007        | obecnie Monako |
| Viktorija Čmilytė     | 1983          |             | 2010        | kobieta        |
| Wiktor Gawrikow       | 1957          |             | 1984        |                |
| Aloyzas Kveinys       | 1962          |             | 1992        |                |
| Vidmantas Mališauskas | 1963          |             | 1993        |                |
| Vladas Mikėnas        | 1910          | 1992        | 1987        | tytuł honorowy |
| Eduardas Rozentalis   | 1963          |             | 1991        |                |
| Darius Ruželė         | 1968          |             | 1996        |                |
| Sarūnas Sulskis       | 1972          |             | 1996        |                |
| Darius Zagorskis      | 1969          |             | 2013        |                |

### arcymistrzynie
| Zawodniczki        | Rok urodzenia | Rok śmierci | Rok nadania | Uwagi                                  |
| ------------------ | ------------- | ----------- | ----------- | -------------------------------------- |
| Kamilė Baginskaitė | 1967          |             | 2002        | obecnie Stany Zjednoczone              |
| Dagnė Čiukšytė     | 1977          |             | 2002        | obecnie Anglia, +mistrz międzynarodowy |
| Viktorija Čmilytė  | 1983          |             | 1999        | +arcymistrz                            |
| Deimantė Daulytė   | 1989          |             | 2009        | +mistrz międzynarodowy                 |

## Szachy korespondencyjne

### arcymistrzowie
| Zawodnicy             | Rok urodzenia | Rok śmierci | Rok nadania | Uwagi        |
| --------------------- | ------------- | ----------- | ----------- | ------------ |
| Vytautas Andriulaitis | ?             |             | 2001        |              |
| Donatas Lapienis      | 1936          |             | 1979        | +mistrz FIDE |
| Valentinas Normantas  | ?             |             | 1996        |              |
| Boris Rumiancevas     | ?             |             | 1992        |              |
| Robertas Sutkus       | ?             |             | 1993        |              |